# حلبة سباق الجائزة الكبرى في ملبورن

حلبة سباق الجائزة الكبرى في ملبورن

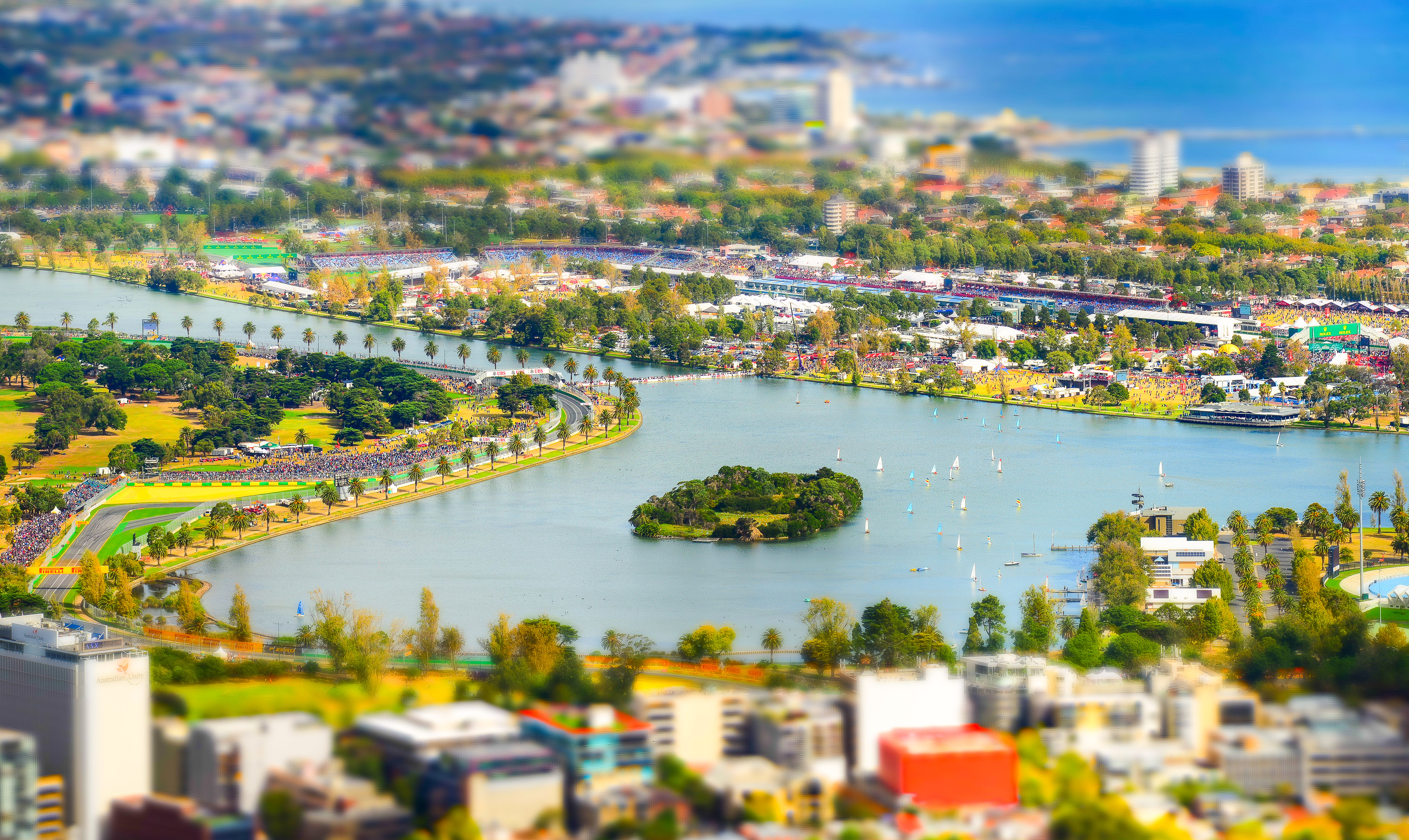

حلبة سباق الجائزة الكبرى في ملبورن هي حلبة شوارع لسباق السيارات حول بحيرة ألبرت بارك، فقط على بعد بضعة كيلومترات إلى الجنوب من وسط ملبورن. ويقام عليها سنويا جولة سباق الجائزة الكبرى الأسترالي والسباقات الأخرى المرتبطة بها.
تستخدم الحلبة شبكة الطرق حول بحيرة ألبرت بارك إلى الجنوب من منطقة الأعمال المركزية في ملبورن. شبكة الطرق التي تم استخدامها وإعادة بنائها قبل الحدث الافتتاحي في عام 1996 لضمان الاتساق والسلاسة.
ويصنف المضمار من المضامير السريعة جدا وسهلة نسبيا للمحرك بطول 5.303 كيلومتر و 16 منعطف .بيد أن الأرض المسطحة حول البحيرة، بالإضافة إلى تصميم المضمار بمسارات مستقيمة قليلة تعطي فرص قليلة للتجاوز.
معظم حواجز مضمار السباق، جسور المشاة، والمدرجات وغيرها من البنية التحتية تجهز قبل شهر تقريبا من سباق الجائزة الكبرى من كل عام وإزالتها في غضون 6 أسابيع بعد وقوع الحدث. ويصبح الدخول للمنطقة حول الحلبة (بما في ذلك مركز مائي كبير وملعب للجولف، وملعب ليكسايد وبعض المطاعم ومرافئ التجديف) مقيدا خلال عطلة نهاية الاسبوع في سباق الجائزة الكبرى.

## وصلات خارجية
- منظمة جائزة أستراليا الكبرى
- صور الأقمار الصناعية
- إحصاءات حلبة ألبرت بارك
- Trackpedias دليل حلبة ألبرت بارك نسخة محفوظة 7 نوفمبر 2009 على موقع واي باك مشين.
- معلومات حلبة ألبرت بارك موقع f1 نسخة محفوظة 26 نوفمبر 2009 على موقع واي باك مشين.